# Øvre Sjodalsvatnet
Øvre Sjodalsvatnet is een meer gelegen rechts langs de Rijksweg 51 en een gedeelte van de rivier de Sjoa in de gemeente Vågå in de provincie Oppland in Noorwegen. Iets verder ligt het meer Nedre Sjodalsvatnet.

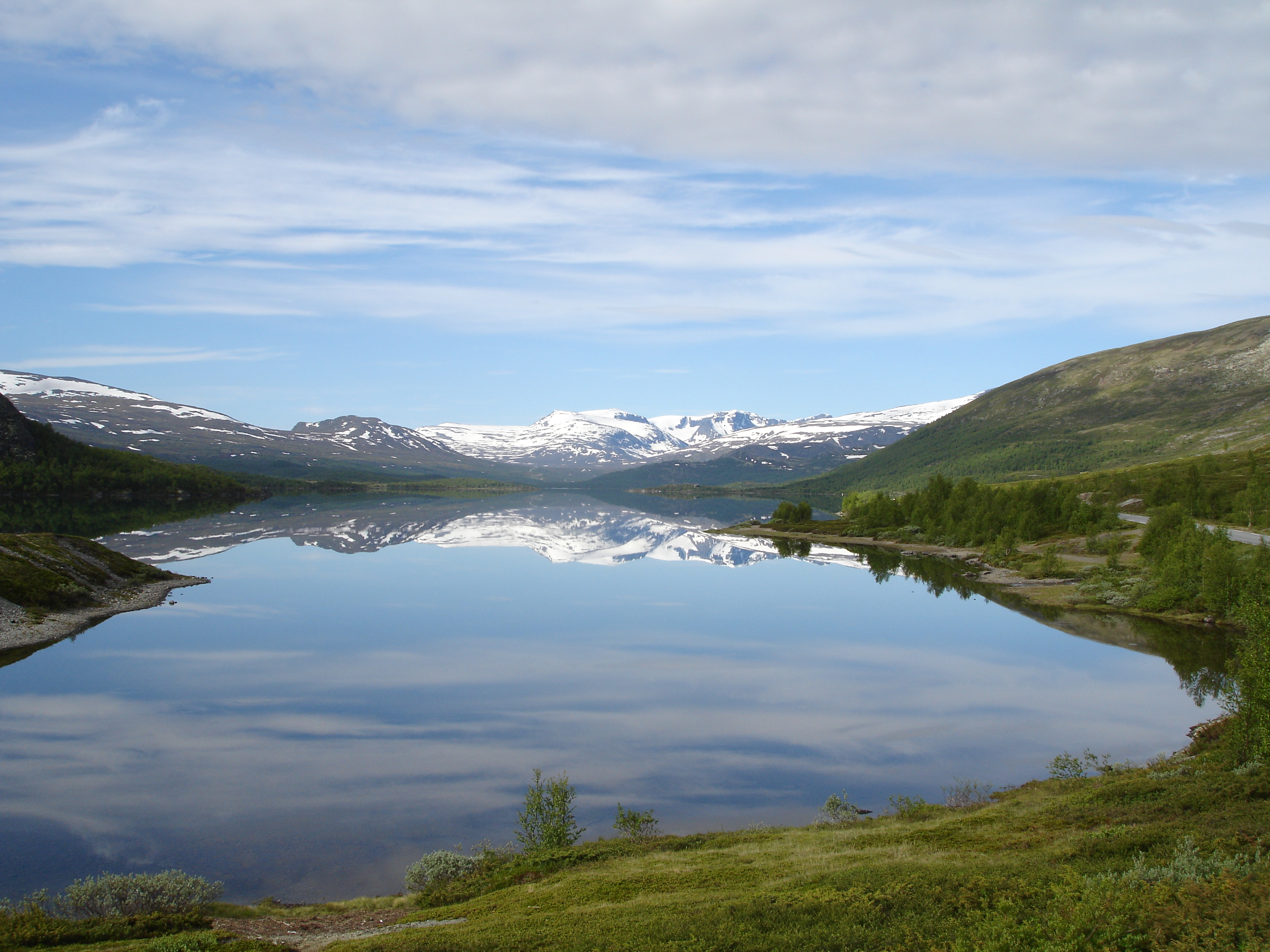